# El ángel de Budapest
Pour plus de détails, voir Fiche technique et Distribution.
El ángel de Budapest est un téléfilm historique espagnol basé sur le livre Un español frente al holocausto, du journaliste et directeur exécutif de la radio Diego Carcedo, sur la vie du diplomate espagnol Ángel Sanz Briz à Budapest, en Hongrie. La première a eu lieu le 20 décembre 2011 sur TVE1.
Le tournage a eu lieu à Budapest du 9 novembre au 23 décembre 2010,.

## Synopsis
L'intrigue est centrée sur Ángel Sanz Briz, ambassadeur d'Espagne en Hongrie pendant la Seconde Guerre mondiale, qui a sauvé la vie de milliers de Juifs de l'Holocauste. Dans le même temps, il met en place un mouvement de résistance pour les sauver. Il leur a délivré des documents de protection et les a logés dans des refuges espagnols, protégés par la souveraineté de l'ambassade. À l'époque, le gouvernement hongrois persécutait et déportait les Juifs vers les camps de la mort nazis.
Une histoire parallèle suit la vie amoureuse d'Antal, un juif hongrois qui tombe amoureux de la sœur d'un membre officiel de la Croix Fléchée du gouvernement fasciste hongrois. Antal entre peu à peu dans le mouvement de résistance pour sauver sa vie et celle de sa compagne.

## Distribution
- Francis Lorenzo dans le rôle du diplomate Ángel Sanz Briz
- Anna Allen dans le rôle d'Adel Quijano, son épouse
- Támas Lengyel dans le rôle de Lajos
- George Mendel dans le rôle de Danielson
- Manuel de Blas dans le rôle de Miguel Ángel de Muguiro
- Ana Fernández dans le rôle de Sra. Tourné
- Aldo Sebastianelli dans le rôle de Giorgio Perlasca
- Tamás Szabó Kimmel dans le rôle d'Antal
- Iván Fenyő dans le rôle de Raoul Wallenberg
- Áron Őze dans le rôle d'Adolf Eichmann
- László Agárdi dans le rôle de Miklós Horthy
- Kata Gáspár
- Sára Herrer
- Athina Papadimitru
- Tamás Balikó
- János Bán
- László Baranyi
- László Áron

## Récompenses
- Prix du meilleur film de télévision au Zoom Festival (festival européen du film de télévision) 2012[3].
- Médaille d'argent dans la catégorie "TV Movies" au Festival international du film et de la télévision de New York 2012[4].
- Prix 2012 de l'Agrupación de Telespectadores y Radioyentes (ATR) pour le meilleur film de télévision[5].
- Prix Ondas 2012 de la meilleure mini-série[6].